# Grant Davies
Grant Jon Davies (ur. 11 września 1963 w Dalby) – australijski kajakarz. Srebrny medalista olimpijski z Seulu.
Zawody w 1988 były jego jedynymi igrzyskami olimpijskimi. Był drugi w kajakowej jedynce na dystansie 1000 metrów. O jego porażce z Amerykaninem Gregiem Bartonem zadecydował fotofinisz.